# Paján
Paján, (řecky παιάνας), také paian je druh starověké řecké poezie, spadající pod sborovou lyriku.
Paianem se nazýval sborový chvalozpěv na počest boha, převážně Apollóna. Buď se v něm prosilo o pomoc, nebo se vzdával dík za úspěšnou podporu před i po bitvě, odvrácení nemoci, zemětřesení apod. V pozdějších dobách se paiany skládaly i na ostatní božstva (kromě bohů podsvětních). Nejznámější autoři literárních pajánů byli např. Pindaros, či Bakchylidés. Paian bylo i příjmení Apollónovo (Spasitel, Hojitel), později také jméno jiných bohů – léčitelů.